# Roger Miller

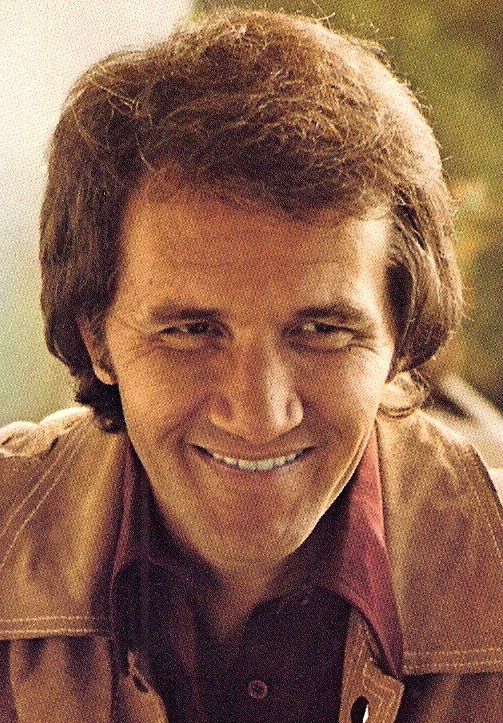
Roger Miller (1975)

Roger Dean Miller (* 2. Januar 1936 in Fort Worth, Texas; † 25. Oktober 1992 in Los Angeles, Kalifornien) war ein amerikanischer Country-Sänger und Songwriter. Mitte der 1960er Jahre hatte er mit King of the Road einen Welterfolg.

## Leben

### Anfänge
Nach dem frühen Tod seines Vaters wurde Roger Miller von in Oklahoma lebenden Verwandten aufgezogen. Seine Kindheit war von Armut geprägt. Einzige Abwechslung waren Radiosendungen wie Grand Ole Opry und Light Crust Doughboys. Zusätzlichen Zugang zur Country-Musik fand er über seinen Schwager Sheb Wooley, der damals am Anfang einer Karriere stand.

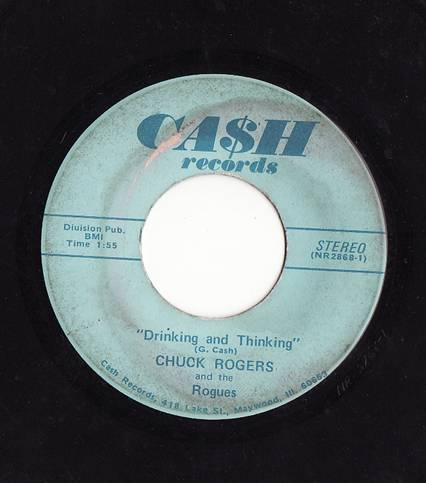
Drinkin’ and Thinkin’ (als Chuck Rogers)

Nach einem kurzen Aufenthalt in der Armee, wo er zeitweilig in einer Country-Band spielte, zog Miller 1957 nach Nashville. Hier bemühte er sich zunächst vergeblich um einen Schallplattenvertrag. Um in der Musik-City Fuß zu fassen, arbeitete er als Hotelpage. Nach und nach fand er Eingang in die lokale Szene. Als Sessionmusiker wirkte er bei Aufnahmen von Minnie Pearl und Faron Young mit. Für das Mercury-Label wurden einige erfolglose Singles produziert. Schließlich begann er, für den Musikverlag Tree Publishing Songs zu schreiben.
Eine Zeit lang arbeitete er in Amarillo, Texas als Feuerwehrmann. Hier lernte er Ray Price kennen, der ihn als Drummer in seine Begleitband, die Cherokee Cowboys, aufnahm. 1958 erzielte Price mit dem von Roger Miller geschriebenen Song Invitation to the Blues einen Top-Ten-Hit. Auch andere waren mit seinen Liedern erfolgreich. Jim Reeves erreichte mit Billy Bayou gar die Spitzenposition der Country-Charts.
Zu dieser Zeit kam der junge Songwriter auch in Kontakt mit Johnny Cash und seiner Band, den Tennessee Three. Die Band litt zu dieser Zeit stark unter Cashs durch Amphetamine verursachte Unzuverlässigkeit, so dass die Musiker Marshall Grant und Luther Perkins bei vielen Konzerten zwar pünktlich anwesend waren, der Star aber fehlte. Bassist Grant erinnert sich in seinem Buch I Was There When It Happened daran, wie Roger Miller in solchen Fällen oftmals als Sänger einsprang und somit die Ticketeinnahmen rettete. Die Freundschaft mit Grant und Perkins verschaffte Miller Anfang bis Mitte der 1960er-Jahre somit zumindest die Möglichkeit, ab und zu auf der Bühne zu stehen.

### Karriere
Nach seinen Erfolgen als Songwriter versuchte sich Miller erneut als Interpret. Zunächst für DECCA und dann für RCA wurden einige mäßig erfolgreiche Singles eingespielt. Als höchste Hitparadenposition wurde 1961 mit When Two Worlds Collide Platz zehn erreicht.

Roger Miller – King of the Road

RCA entließ ihn aus dem Vertrag und Miller zog nach Hollywood, wo er sein Geld mit Auftritten in Fernsehshows verdiente. 1964 unterschrieb er beim Smash-Label. Gleich mit seiner ersten Single, Dang Me, gelang ihm der endgültige Durchbruch. Der Song hielt sich sechs Wochen an der Spitze der Country-Charts und schaffte es bis in die Top Ten der Pop-Hitparade.
Auch die nächsten Singles waren erfolgreich. Es waren vor allem seine hintergründigen und oft humorvollen Texte, die eine neue Qualität in die Country-Musik einbrachten. Er war der Erste, der komplette Geschichten in seinen Songs erzählte und begründete damit eine Tradition, die von Leuten wie Kris Kristofferson und Tom T. Hall fortgeführt wurde.
1965 erschien der Song, der bis heute untrennbar mit seinem Namen verbunden ist: King of the Road, der unstrittige Höhepunkt seiner Karriere. Er brachte ihm fünf Grammys und weitere Auszeichnungen ein. Sein Geld investierte er in eine Hotelkette.
Die Plattenverkäufe ließen bald nach, seine Songs wurden aber weiterhin von anderen Stars erfolgreich interpretiert. Im Mai 1969 war er der Originalinterpret von Me and Bobby McGee, eines Country-Songs, der später durch Janis Joplin weltberühmt wurde.
Anfang der siebziger Jahre wechselte er zum Columbia-Label. Aber auch hier konnten keine nennenswerten Erfolge erzielt werden. 1973 wurde er in die Nashville Songwriters Hall of Fame gewählt. In dieses Jahr fällt auch seine Mitarbeit an dem Zeichentrickfilm Robin Hood, für den er wesentliche Teile der Musik schrieb und einspielte. Ein letztes Mal stand er 1985 im Mittelpunkt des Interesses, als er mit Big River ein Broadway-Musical schrieb, das ihm zwei Tony Awards einbrachte.
Am 25. Oktober 1992 starb Roger Miller im Alter von 56 Jahren an Kehlkopfkrebs. Drei Jahre später wurde er in die Country Music Hall of Fame aufgenommen. In Erick, Oklahoma, der Stadt, in der er aufwuchs, ist der „Roger Miller Boulevard“ nach ihm benannt.

### Bekannteste Lieder
- King of the Road
- Dang Me
- Chug-a-Lug
- Little Green Apples
- England Swings
- Walking in the Sunshine
- Engine Engine Number Nine
- In the Summer Time
- Do-Wacka-Do
- You Can’t Roller Skate in a Buffalo Herd

## Diskografie

### Alben
| Jahr | Titel Musiklabel Katalog-Nr.                                  | Höchstplatzierung, Gesamtwochen, AuszeichnungChartplatzierungen (Jahr, Titel, Musiklabel Katalog-Nr., Platzierungen, Wochen, Auszeichnungen, Anmerkungen) | Höchstplatzierung, Gesamtwochen, AuszeichnungChartplatzierungen (Jahr, Titel, Musiklabel Katalog-Nr., Platzierungen, Wochen, Auszeichnungen, Anmerkungen) | Anmerkungen |
| Jahr | Titel Musiklabel Katalog-Nr.                                  | US | Country | Anmerkungen |
| ---- | ------------------------------------------------------------- | --- | --- | ----------- |
| 1964 | Roger and Out Smash MGS-27 049                                | US37 Gold · (46 Wo.)US | Country3 (24 Wo.)Country |             |
| 1965 | The Return of Roger Miller Smash MGS-27 061                   | US4 Gold · (47 Wo.)US | Country2 (31 Wo.)Country |             |
| 1965 | The 3rd Time Around Smash MGS-27 068                          | US13 (24 Wo.)US | Country1 (20 Wo.)Country |             |
| 1966 | Words and Music Smash MGS-27 075                              | US108 (13 Wo.)US | Country32 (5 Wo.)Country |             |
| 1967 | Walkin’ in the Sunshine Smash MGS-27 092                      | US118 (8 Wo.)US | Country15 (19 Wo.)Country |             |
| 1967 | Waterhole #3 (Code of the West) Smash MGS-27 096              | — | Country42 (2 Wo.)Country |             |
| 1968 | A Tender Look at Love Smash SRS-67 103                        | US173 (8 Wo.)US | Country14 (18 Wo.)Country |             |
| 1969 | Roger Miller Smash SRS-67 123                                 | US163 (7 Wo.)US | Country20 (17 Wo.)Country |             |
| 1970 | Roger Miller 1970 Smash SRS-67 129                            | US200 (2 Wo.)US | Country33 (7 Wo.)Country |             |
| 1970 | A Trip in the Country Smash SRS-61 297                        | — | Country23 (12 Wo.)Country |             |
| 1973 | Dear Folks, Sorry I Haven’t Written Lately Columbia KC-32 449 | — | Country26 (10 Wo.)Country |             |

Weitere Alben
- 1965: The Country Side of Roger Miller (Starday)
- 1969: Roger Miller (feat. Dang Me & The New Hit Chug-A-Lug) (Smash)
- 1969: Man of Distinction (Mercury)
- 1976: Celebration
- 1977: Painted Poetry
- 1978: Off the Wall
- 1979: Making a Name for Myself
- 1982: Old Friends (mit Willie Nelson)
- 1985: Roger Miller
- 1986: The Country Side of Roger Miller
- 1994: Green Green Grass of Home
- 2007: A Man Like Me – The Early Years (Werkausgabe; Bear Family Records)

### Kompilationen
| Jahr | Titel                    | Höchstplatzierung, Gesamtwochen, AuszeichnungChartplatzierungen (Jahr, Titel, Platzierungen, Wochen, Auszeichnungen, Anmerkungen) | Höchstplatzierung, Gesamtwochen, AuszeichnungChartplatzierungen (Jahr, Titel, Platzierungen, Wochen, Auszeichnungen, Anmerkungen) | Anmerkungen |
| Jahr | Titel                    | US | Country | Anmerkungen |
| ---- | ------------------------ | --- | --- | ----------- |
| 1965 | Golden Hits              | US6 Gold · (57 Wo.)US | Country2 (32 Wo.)Country |             |
| 1972 | The Best of Roger Miller | — | Country19 (21 Wo.)Country |             |

Weitere Kompilationen
| - 1964: Roger Miller (The Tunes that Launched the Roger Miller Career) - 1965: The One and Only - 1965: Wild-Child - 1971: King of the Road - 1975: Supersongs - 1991: The Best of Roger Miller, Vol. 1: Country Tunesmith - 1991: The Best of Roger Miller: His Greatest Songs - 1992: King of the Road - 1992: The Best of Roger Miller, Vol. 2: King of the Road - 1992: King of the Road - 1992: Dang Me! - 1993: Greatest Hits - 1993: Country Spotlight - 1993: Legendary Hits - 1994: The Hits of Roger Miller - 1994: King of the Road - 1994: Dang Me: Hits - 1995: At His Best - 1995: King of the Road: The Genius of Roger Miller - 1995: King of the Road - 1995: The Best of Roger Miller - 1996: Super Hits - 1996: Golden Classics: 22 Classic Tracks - 1996: Country Classics - 1996: Dang Me - 1996: King of the Road - 1997: Hits - 1997: The Very Best of Roger Miller - 1998: King of the Road: His Greatest Hits - 1998: The Best of Roger Miller - 1998: King of the Road: Greatest Hits and Favorites - 1998: Great Performances: Encore Collection | - 1998: Golden Hits - 1999: Greatest Hits - 1999: 20th Century Masters - The Millennium Collection: The Best of Roger Miller - 1999: Country Music Hall of Fame 1995 - 2000: The Best of Country - 2000: Country Gold: King of the Road - 2000: The Very Best of Roger Miller - 2000: Good Old Country - 2000: Oh Boy Records Classics Presents Roger Miller - 2000: King of the Road - 2000: Roger Miller - 2001: Pure Country - 2001: The Best of Roger Miller - 2002: The Masters - 2002: Roger Miller Classics - 2002: David Allan Coe Presents Roger Miller - 2003: All Time Greatest Hits - 2003: King of the Road - 2003: Roger Miller - 2004: World of Roger Miller - 2004: Platinum & Gold Collection - 2004: Country Legends - 2004: At His Best - 2005: King of the Road - 2005: King of the Road: The Best of Roger Miller - 2006: Best of Roger Miller, Vol. 1 - 2006: Best of Roger Miller, Vol. 2 - 2006: Chug a Lug - 2006: Country Hit Parade - 2006: A Man Like Me: The Early Years of Roger Miller - 2007: Timeless Hits - 2007: Pure |

### Livealben
- 1997: Roger Miller Live!
- 2000: Live
- 2001: Hits You Remember: Live

### Singles
| Jahr | Titel Album                                                                       | Höchstplatzierung, Gesamtwochen, AuszeichnungChartplatzierungen (Jahr, Titel, Album, Platzierungen, Wochen, Auszeichnungen, Anmerkungen) | Höchstplatzierung, Gesamtwochen, AuszeichnungChartplatzierungen (Jahr, Titel, Album, Platzierungen, Wochen, Auszeichnungen, Anmerkungen) | Höchstplatzierung, Gesamtwochen, AuszeichnungChartplatzierungen (Jahr, Titel, Album, Platzierungen, Wochen, Auszeichnungen, Anmerkungen) | Höchstplatzierung, Gesamtwochen, AuszeichnungChartplatzierungen (Jahr, Titel, Album, Platzierungen, Wochen, Auszeichnungen, Anmerkungen) | Anmerkungen                          |
| Jahr | Titel Album                                                                       | DE | UK | US | Country | Anmerkungen                          |
| ---- | --------------------------------------------------------------------------------- | --- | --- | --- | --- | ------------------------------------ |
| 1960 | You Don’t Want My Love –                                                          | — | — | — | Country14 (16 Wo.)Country |                                      |
| 1961 | When Two Worlds Collide –                                                         | — | — | — | Country6 (18 Wo.)Country |                                      |
| 1963 | Lock, Stock and Teardrops –                                                       | — | — | — | Country26 (1 Wo.)Country | Erstveröffentlichung: Mai 1963       |
| 1964 | Dang Me Roger and Out                                                             | — | — | US7 (11 Wo.)US | Country1 (25 Wo.)Country | Erstveröffentlichung: April 1964     |
| 1964 | Chug-a-Lug Roger and Out                                                          | — | — | US9 (13 Wo.)US | Country3 (17 Wo.)Country | Erstveröffentlichung: August 1964    |
| 1965 | Do-Wacka-Do The Return of Roger Miller                                            | — | — | US31 (8 Wo.)US | Country15 (11 Wo.)Country |                                      |
| 1965 | King of the Road The Return of Roger Miller                                       | DE26 (3 Wo.)DE | UK1 Silber · (15 Wo.)UK | US4 Gold · (13 Wo.)US | Country1 (20 Wo.)Country | Erstveröffentlichung: Januar 1965    |
| 1965 | Engine Engine #9 The 3rd Time Around                                              | — | UK33 (5 Wo.)UK | US7 (9 Wo.)US | Country2 (18 Wo.)Country | Erstveröffentlichung: 1. April 1965  |
| 1965 | One Dyin’ and a Buryin’ The 3rd Time Around                                       | — | — | US34 (7 Wo.)US | Country10 (12 Wo.)Country |                                      |
| 1965 | Kansas City Star The 3rd Time Around                                              | — | UK48 (1 Wo.)UK | US31 (7 Wo.)US | Country7 (13 Wo.)Country | Erstveröffentlichung: 1. August 1965 |
| 1965 | England Swings Golden Hits                                                        | — | UK13 (8 Wo.)UK | US8 (11 Wo.)US | Country3 (16 Wo.)Country | Erstveröffentlichung: Oktober 1965   |
| 1966 | Husbands and Wives Words and Music                                                | — | — | US26 (7 Wo.)US | Country5 (14 Wo.)Country | Erstveröffentlichung: Februar 1966   |
| 1966 | I’ve Been a Long Time Leavin’ (But I’ll Be a Long Time Gone) Words and Music      | — | — | — | Country13 (10 Wo.)Country | B-Seite von Husbands and Wives       |
| 1966 | You Can’t Rollerskate in a Buffalo Herd Golden Hits                               | — | — | US40 (6 Wo.)US | Country35 (5 Wo.)Country | Erstveröffentlichung: Juni 1966      |
| 1966 | My Uncle Used to Love Me But She Died Words and Music                             | — | — | US58 (5 Wo.)US | Country39 (9 Wo.)Country |                                      |
| 1966 | Heartbreak Hotel Words and Music                                                  | — | — | US84 (4 Wo.)US | Country55 (3 Wo.)Country | Erstveröffentlichung: November 1966  |
| 1967 | Walkin’ in the Sunshine                                                           | — | — | US37 (7 Wo.)US | Country7 (17 Wo.)Country | Erstveröffentlichung: März 1967      |
| 1967 | The Ballad of Waterhole #3 (Code of the West) Waterhole #3 (Code of the West)     | — | — | — | Country27 (11 Wo.)Country | Erstveröffentlichung: September 1967 |
| 1968 | Little Green Apples A Tender Look at Love                                         | — | UK19 (13 Wo.)UK | US39 (9 Wo.)US | Country6 (13 Wo.)Country | Erstveröffentlichung: Februar 1968   |
| 1969 | Vance Roger Miller                                                                | — | — | US80 (6 Wo.)US | Country15 (12 Wo.)Country |                                      |
| 1969 | Me and Bobby McGee Roger Miller                                                   | — | — | — | Country12 (16 Wo.)Country | Erstveröffentlichung: 21. Juni 1969  |
| 1969 | Where Have All the Average People Gone Roger Miller                               | — | — | — | Country14 (10 Wo.)Country |                                      |
| 1970 | The Tom Green County Fair Roger Miller 1970                                       | — | — | — | Country36 (7 Wo.)Country |                                      |
| 1970 | South The Best of Roger Miller                                                    | — | — | — | Country15 (12 Wo.)Country | Erstveröffentlichung: 18. Juli 1970  |
| 1971 | Tomorrow Night in Baltimore The Best of Roger Miller                              | — | — | — | Country11 (14 Wo.)Country |                                      |
| 1971 | Lovin’ Her Was Easier (Than Anything I’ll Ever Do Again) The Best of Roger Miller | — | — | — | Country28 (11 Wo.)Country | Erstveröffentlichung: 24. Juli 1971  |
| 1972 | We Found It in Each Other’s Arms –                                                | — | — | — | Country34 (8 Wo.)Country |                                      |
| 1972 | Sunny Side of My Life –                                                           | — | — | — | Country63 (3 Wo.)Country |                                      |
| 1972 | Rings for Sale –                                                                  | — | — | — | Country41 (11 Wo.)Country |                                      |
| 1973 | Hoppy’s Gone –                                                                    | — | — | — | Country42 (8 Wo.)Country |                                      |
| 1973 | Open Up Your Heart Dear Folks Sorry I Haven’t Written Lately                      | — | — | — | Country14 (14 Wo.)Country |                                      |
| 1973 | I Believe in the Sunshine Dear Folks Sorry I Haven’t Written Lately               | — | — | — | Country24 (11 Wo.)Country |                                      |
| 1974 | Whistle Stop –                                                                    | — | — | — | Country86 (3 Wo.)Country |                                      |
| 1975 | I Love a Rodeo Supersongs                                                         | — | — | — | Country57 (10 Wo.)Country |                                      |
| 1977 | Baby Me Baby Off the Wall                                                         | — | — | — | Country68 (6 Wo.)Country |                                      |
| 1979 | The Hat Making a Name for Myself                                                  | — | — | — | Country98 (2 Wo.)Country |                                      |
| 1981 | Everyone Gets Crazy Now and Then –                                                | — | — | — | Country36 (10 Wo.)Country |                                      |
| 1982 | Old Friends                                                                       | — | — | — | Country19 (16 Wo.)Country | mit Willie Nelson und Ray Price      |
| 1985 | River in the Rain Roger Miller                                                    | — | — | — | Country36 (12 Wo.)Country |                                      |
| 1986 | Some Hearts Get All the Breaks Roger Miller                                       | — | — | — | Country81 (8 Wo.)Country |                                      |

Weitere Singles
- 1957: Poor Little John
- 1958: You’re Forgettin’ Me
- 1958: On This Mountain Top
- 1958: Mine Is a Lonely Life
- 1959: Wrong Kind of Girl
- 1959: Jason Fleming
- 1961: Fair Swiss Maiden
- 1962: Sorry Willie
- 1962: Hey Little Star
- 1967: Old Toy Trains
- 1968: Tolivar
- 1975: Our Love
- 1977: Oklahoma Woman

### Auszeichnungen
- 1965: Grammy Award: Best Country Song: "Dang Me"
- 1965: Grammy Award: Best New Country and Western Artist
- 1965: Grammy Award: Best Country and Western Recording, Single: "Dang Me"
- 1965: Grammy Award: Best Country and Western Performance, Male: "Dang Me"
- 1965: Grammy Award: Best Country and Western Album: "Dang Me"/"Chug-a-Lug"
- 1965: Jukebox Artist of the Year
- 1965: Academy of Country Music: "Best Songwriter"
- 1965: Academy of Country Music: "Man of the Year"
- 1966: Grammy Award: Best Country Song: "King of the Road"
- 1966: Grammy Award: Best Country Vocal Performance, Male: "King of the Road"
- 1966: Grammy Award: Best Country and Western Recording, Single: "King of the Road"
- 1966: Grammy Award: Best Contemporary Vocal Performance, Male: "King of the Road"
- 1966: Grammy Award: Best Contemporary (Rock 'N Roll), Single: "King of the Road"
- 1966: Grammy Award: Best Country and Western Album: "The Return of Roger Miller"
- 1985: Tony Award: Best Score: "Big River"
- 1988: Academy of Country Music: Pioneer Award
- 1995: Aufnahme in die Country Music Hall of Fame
- 1997: Grammy Hall of Fame Song: "Dang Me"
- 1998: Grammy Hall of Fame Song: "King Of The Road"